# Stenmagle Sogn
Stenmagle Sogn er et sogn i Ringsted-Sorø Provsti (Roskilde Stift).
I 1800-tallet var Stenlille Sogn, der hørte til Merløse Herred i Holbæk Amt, anneks til Stenmagle Sogn, der hørte til Alsted Herred i Sorø Amt. Trods annekteringen dannede de to sogne hver sin sognekommune. Ved kommunalreformen i 1970 gik både Stenlille og Stenmagle ind i Stenlille Kommune, der ved strukturreformen i 2007 blev indlemmet i Sorø Kommune.
I Stenmagle Sogn ligger Stenmagle Kirke.
I sognet findes følgende autoriserede stednavne:
- Assentorp (bebyggelse, ejerlav)
- Engkrog (bebyggelse)
- Garbølle (bebyggelse)
- Grønholm (bebyggelse)
- Holtehuse (bebyggelse)
- Kannikeskov (bebyggelse)
- Kongemose (areal)
- Kragebjerg (bebyggelse)
- Kyringe (bebyggelse, ejerlav)
- Langtved (bebyggelse)
- Maglelyng (areal, bebyggelse)
- Nyrup (bebyggelse, ejerlav)
- Ostrup (bebyggelse, ejerlav)
- Pladshuse (bebyggelse)
- Stenmagle (bebyggelse, ejerlav)
- Stenmagle Huse (bebyggelse)
- Vanløse (bebyggelse, ejerlav)